# Rhinella festae
Rhinella festae és una especie de gripau de la família dels bufònids. Va ser descrit per Mario Giacinto Peracca el 1904.
Es troba generalment a la fullaraca i, de vegades, a la vegetació baixa, a la selva tropical i al bosc humit premuntà. No es coneix informació sobre els hàbits de cria, tot i que presumiblement es reprodueix per desenvolupament directe. No s'adapta bé a les pertorbacions antropogèniques, i no se sap que es produeixi al bosc secundari.

## Distribució
Viu a cotes moderades i baixes (200–700 m) als vessants andins atlàntics i la conca superior de l'Amazones de l'Equador; 1700 m a la serralada de Cutucú i la serralada del Còndor, Equador i Perú adjacents.